# Coppa Italia
Coppa Italia (Cúp Ý) là một giải đấu cúp thường niên trong hệ thống các giải thi đấu nhà nghề của bóng đá Ý. Giải đấu đầu tiên được tổ chức vào năm 1922, nhưng giải lần thứ hai thì phải tới năm 1936 mới được tổ chức tiếp. Giải đấu được tổ chức bởi Lega Serie A từ mùa giải 2009–10.
Juventus là câu lạc bộ giàu thành tích nhất giải đấu với 14 lần vô địch. Juventus là đội lọt vào chung kết nhiều nhất với 21 lần. Đội vô địch sẽ được gắn một phù hiệu 3 màu (tiếng Ý: coccarda) giống như phù hiệu của lực lượng không quân, và được vào thẳng vòng bảng UEFA Europa League mùa giải tiếp theo.

## Thể thức
Giải đấu thi đấu theo thể thức loại trực tiếp, việc chia cặp và lên lịch thi đấu được thực hiện trước khi giải đấu bắt đầu. Mỗi vòng đấu sẽ chỉ diễn ra trong một lượt đấu, tới vòng bán kết thì sẽ theo thể thức lượt đi lượt về. Nếu một trận đấu kết thúc với tỉ số hoà thì sẽ thi đấu thêm hiệp phụ, nếu sau 120ph tỉ số hoà được giữ nguyên thì hai đội sẽ đá luân lưu. Đội vô địch sẽ được tham dự UEFA Europa League (tên cũ là UEFA Cup) mùa tới. Nếu đội vô địch đã giành quyền tham dự UEFA Champions League thì suất tham dự UEFA Europa League sẽ dành cho đội về nhì. Nếu cả hai đội đều đã tham dự UEFA Champions League hoặc vì một lý do nào đấy không thể tham dự UEFA Europa League thì suất này sẽ được chuyển cho đội có thứ hạng cao nhất tiếp theo đó ở Serie A.

coccarda, phù hiệu dành cho đội vô địch

Giải đấu có tổng cộng 8 vòng đấu. Vòng 1 khởi tranh vào tháng 8, dành cho những đội bóng ở hạng thấp nhất (ngoài hai hạng Serie A và Serie B). Các đội bóng ở Serie B sẽ tham dự vòng hai, 12 đội bóng xếp hạng thấp nhất ở Serie A mùa trước (trừ phi một đội bóng được thi đấu ở cúp châu Âu năm đó) sẽ tham dự vòng 3 vào cuối tháng 8. 8 đội bóng còn lại của Serie A sẽ bắt đầu giải đấu từ lượt đấu thứ 4 vào tháng 1, để chọn ra 16 đội vào vòng tiếp theo. Vong 1/16, vòng tứ kết và lượt đi vòng bán kết sẽ diễn ra liên tục ngay sau khi kết thúc vòng 4, còn trận bán kết lượt về thì sẽ chỉ diễn ra 2 tháng sau đó vào tháng 4, trận chung kết được tổ chức vào tháng 5. Từ mùa bóng 2007-08 người ta đã thay thế 2 lượt di-về của trận chung kết bằng một trận chung kết duy nhất tổ chức ở Olimpico, Roma .
| Vòng        | Số câu lạc bộ còn lại | Số câu lạc bộ tham dự | Số đội thắng vòng trước | Số đội mới tham dự | Những đội tham dự vòng đấu               |
| ----------- | --------------------- | --------------------- | ----------------------- | ------------------ | ---------------------------------------- |
| Vòng 1      | 78                    | 36                    | 0                       | 36                 | Những đội bóng thuộc Lega Pro và Serie D |
| Vòng 2      | 60                    | 40                    | 18                      | 22                 | Serie B                                  |
| Vòng 3      | 40                    | 32                    | 20                      | 12                 | Xếp hạng thấp ở Serie A                  |
| Vòng 4      | 24                    | 16                    | 16                      | 0                  | 0                                        |
| Round of 16 | 16                    | 16                    | 8                       | 8                  | Xếp hạng cao nhất ở Serie A              |
| Tứ kết      | 8                     | 8                     | 8                       | 0                  | 0                                        |
| Bán kết     | 4                     | 4                     | 4                       | 0                  | 0                                        |
| Chung kết   | 2                     | 2                     | 2                       | 0                  | 0                                        |

## Các trận chung kết
| dagger     | Hiệp phụ                                                       |
| *          | Sút luân lưu                                                   |
| &          | Đá lại                                                         |
| ‡          | Giành cú đúp (Vô địch quốc gia và Coppa Italia)                |
| #          | Giành cú ăn ba (VĐQG, Coppa Italia và Cúp C1/Champions League) |
| In nghiêng | Câu lạc bộ không thuộc hạng cao nhất của hệ thống bóng đá Ý    |

| Mùa giải  | Vô địch                                                   | Tỷ số          | Á quân         | Sân vận động                     | Khán giả       |
| --------- | --------------------------------------------------------- | -------------- | -------------- | -------------------------------- | -------------- |
| 1922      | Vado                                                      | 1–0            | Udinese        | Leo, Vado Ligure                 | —              |
| 1923–1925 | Không tổ chức                                             | Không tổ chức  | Không tổ chức  | Không tổ chức                    | Không tổ chức  |
| 1926–27   | Không kết thúc                                            | Không kết thúc | Không kết thúc | Không kết thúc                   | Không kết thúc |
| 1928–1935 | Không tổ chức                                             | Không tổ chức  | Không tổ chức  | Không tổ chức                    | Không tổ chức  |
| 1935–36   | Torino                                                    | 5–1            | Alessandria    | Luigi Ferraris, Genoa            | —              |
| 1936–37   | Genova                                                    | 1–0            | AS Roma        | Giovanni Berta, Florence         | —              |
| 1937–38   | Juventus                                                  | 3–1            | Torino         | Filadelfia, Turin                | 15.000         |
| 1937–38   | Juventus                                                  | 2–1            | Torino         | Benito Mussolini, Turin          | 8.000          |
| 1937–38   | Juventus thắng chung cuộc 5–2.                            |                |                |                                  |                |
| 1938–39   | Ambrosiana                                                | 2–1            | Novara         | Nazionale, Roma                  | —              |
| 1939–40   | Fiorentina                                                | 1–0            | Genova         | Giovanni Berta, Florence         | 9.000          |
| 1940–41   | Venezia                                                   | 3–3            | AS Roma        | Nazionale, Roma                  | 12.000         |
| 1940–41   | Venezia                                                   | 1–0            | AS Roma        | Pier Luigi Penzo, Venice         | —              |
| 1940–41   | Venezia thắng chung cuộc 4–3.                             |                |                |                                  |                |
| 1941–42   | Juventus                                                  | 1–1            | Milano         | San Siro, Milan                  | —              |
| 1941–42   | Juventus                                                  | 4–1            | Milano         | Benito Mussolini, Turin          | —              |
| 1941–42   | Juventus thắng chung cuộc 5–2.                            |                |                |                                  |                |
| 1942–43   | Torino ‡                                                  | 4–0            | Venezia        | San Siro, Milan                  | 11.000         |
| 1944–1957 | Không tổ chức                                             | Không tổ chức  | Không tổ chức  | Không tổ chức                    | Không tổ chức  |
| 1958      | Lazio                                                     | 1–0            | Fiorentina     | Olimpico, Roma                   | 60.000         |
| 1958–59   | Juventus                                                  | 4–1            | Inter Milan    | San Siro, Milan                  | 80.000         |
| 1959–60   | Juventus ‡                                                | 3–2            | Fiorentina     | San Siro, Milan                  | 75.000         |
| 1960–61   | Fiorentina                                                | 2–0            | Lazio          | Comunale, Florence               | —              |
| 1961–62   | Napoli                                                    | 2–1            | SPAL           | Olimpico, Roma                   | —              |
| 1962–63   | Atalanta                                                  | 3–1            | Torino         | San Siro, Milan                  | 23.000         |
| 1963–64   | AS Roma                                                   | 1–0 &          | Torino         | Comunale, Turin                  | 31.145         |
| 1964–65   | Juventus                                                  | 1–0            | Inter Milan    | Olimpico, Roma                   | 70.000         |
| 1965–66   | Fiorentina                                                | 2–1            | Catanzaro      | Olimpico, Roma                   | 20.000         |
| 1966–67   | AC Milan                                                  | 1–0            | Padova         | Olimpico, Roma                   | —              |
| 1967–68   | Torino                                                    | [ f ]          | AC Milan       | [ f ]                            | —              |
| 1968–69   | AS Roma                                                   | [ f ]          | Cagliari       | [ f ]                            | —              |
| 1969–70   | Bologna                                                   | [ f ]          | Torino         | [ f ]                            | —              |
| 1970–71   | Torino                                                    | [ g ]          | AC Milan       | [ g ]                            | 31.627         |
| 1971–72   | AC Milan                                                  | 2–0            | Napoli         | Olimpico, Roma                   | —              |
| 1972–73   | AC Milan                                                  | 1–1 *          | Juventus       | Olimpico, Roma                   | 60.000         |
| 1973–74   | Bologna                                                   | 1–1 *          | Palermo        | Olimpico, Roma                   | 18.000         |
| 1974–75   | Fiorentina                                                | 3–2            | AC Milan       | Olimpico, Roma                   | 40.000         |
| 1975–76   | Napoli                                                    | 4–0            | Hellas Verona  | Olimpico, Roma                   | —              |
| 1976–77   | AC Milan                                                  | 2–0            | Inter Milan    | San Siro, Milan                  | 70.000         |
| 1977–78   | Inter Milan                                               | 2–1            | Napoli         | Olimpico, Roma                   | —              |
| 1978–79   | Juventus                                                  | 2–1            | Palermo        | Olimpico, Roma                   | 40.000         |
| 1979–80   | AS Roma                                                   | 0–0 *          | Torino         | Olimpico, Roma                   | 53.279         |
| 1980–81   | AS Roma                                                   | 1–1            | Torino         | Olimpico, Roma                   | 50.000         |
| 1980–81   | AS Roma                                                   | 1–1 *          | Torino         | Comunale, Turin                  | 40.000         |
| 1980–81   | Tổng tỷ số 2–2; AS Roma thắng luân lưu 4–2.               |                |                |                                  |                |
| 1981–82   | Inter Milan                                               | 1–0            | Torino         | San Siro, Milan                  | —              |
| 1981–82   | Inter Milan                                               | 1–1            | Torino         | Comunale, Turin                  | 50.000         |
| 1981–82   | Inter Milan thắng chung cuộc 2–1.                         |                |                |                                  |                |
| 1982–83   | Juventus                                                  | 0–2            | Hellas Verona  | Marcantonio Bentegodi, Verona    | —              |
| 1982–83   | Juventus                                                  | 3–0            | Hellas Verona  | Comunale, Turin                  | —              |
| 1982–83   | Juventus thắng chung cuộc 3–2.                            |                |                |                                  |                |
| 1983–84   | AS Roma                                                   | 1–1            | Hellas Verona  | Marcantonio Bentegodi, Verona    | 30.000         |
| 1983–84   | AS Roma                                                   | 1–0            | Hellas Verona  | Olimpico, Roma                   | 45.101         |
| 1983–84   | AS Roma thắng chung cuộc 2–1.                             |                |                |                                  |                |
| 1984–85   | Sampdoria                                                 | 1–0            | AC Milan       | San Siro, Milan                  | 40.000         |
| 1984–85   | Sampdoria                                                 | 2–1            | AC Milan       | Luigi Ferraris, Genoa            | 42.043         |
| 1984–85   | Sampdoria thắng chung cuộc 3–1.                           |                |                |                                  |                |
| 1985–86   | AS Roma                                                   | 1–2            | Sampdoria      | Luigi Ferraris, Genoa            | 25.000         |
| 1985–86   | AS Roma                                                   | 2–0            | Sampdoria      | Olimpico, Roma                   | —              |
| 1985–86   | AS Roma thắng chung cuộc 3–2.                             |                |                |                                  |                |
| 1986–87   | Napoli ‡                                                  | 3–0            | Atalanta       | San Paolo, Naples                | 60.000         |
| 1986–87   | Napoli ‡                                                  | 1–0            | Atalanta       | Atleti Azzurri d'Italia, Bergamo | 11.143         |
| 1986–87   | Napoli thắng chung cuộc 4–0.                              |                |                |                                  |                |
| 1987–88   | Sampdoria                                                 | 2–0            | Torino         | Luigi Ferraris, Genoa            | 17.236         |
| 1987–88   | Sampdoria                                                 | 1–2            | Torino         | Comunale, Turin                  | 33.000         |
| 1987–88   | Sampdoria thắng chung cuộc 3–2.                           |                |                |                                  |                |
| 1988–89   | Sampdoria                                                 | 0–1            | Napoli         | San Paolo, Naples                | 70.300         |
| 1988–89   | Sampdoria                                                 | 4–0            | Napoli         | Luigi Ferraris, Genoa            | 34.400         |
| 1988–89   | Sampdoria thắng chung cuộc 4–1.                           |                |                |                                  |                |
| 1989–90   | Juventus                                                  | 0–0            | AC Milan       | Comunale, Turin                  | —              |
| 1989–90   | Juventus                                                  | 1–0            | AC Milan       | San Siro, Milan                  | 83.928         |
| 1989–90   | Juventus thắng chung cuộc 1–0.                            |                |                |                                  |                |
| 1990–91   | AS Roma                                                   | 3–1            | Sampdoria      | Olimpico, Roma                   | 55.067         |
| 1990–91   | AS Roma                                                   | 1–1            | Sampdoria      | Luigi Ferraris, Genoa            | 36.577         |
| 1990–91   | AS Roma thắng chung cuộc 4–2.                             |                |                |                                  |                |
| 1991–92   | Parma                                                     | 0–1            | Juventus       | Alpi, Turin                      | 47.872         |
| 1991–92   | Parma                                                     | 2–0            | Juventus       | Ennio Tardini, Parma             | 24.471         |
| 1991–92   | Parma thắng chung cuộc 2–1.                               |                |                |                                  |                |
| 1992–93   | Torino                                                    | 3–0            | AS Roma        | Alpi, Turin                      | 43.732         |
| 1992–93   | Torino                                                    | 2–5            | AS Roma        | Olimpico, Roma                   | 63.646         |
| 1992–93   | Tổng tỷ số 5–5; Torino thắng nhờ bàn thắng sân khách.     |                |                |                                  |                |
| 1993–94   | Sampdoria                                                 | 0–0            | Ancona         | Conero, Ancona                   | 16.871         |
| 1993–94   | Sampdoria                                                 | 6–1            | Ancona         | Luigi Ferraris, Genoa            | 39.000         |
| 1993–94   | Sampdoria thắng chung cuộc 6–1.                           |                |                |                                  |                |
| 1994–95   | Juventus ‡                                                | 1–0            | Parma          | Alpi, Turin                      | 33.840         |
| 1994–95   | Juventus ‡                                                | 2–0            | Parma          | Ennio Tardini, Parma             | 23.823         |
| 1994–95   | Juventus thắng chung cuộc 3–0.                            |                |                |                                  |                |
| 1995–96   | Fiorentina                                                | 1–0            | Atalanta       | Artemio Franchi, Florence        | 39.992         |
| 1995–96   | Fiorentina                                                | 2–0            | Atalanta       | Atleti Azzurri d'Italia, Bergamo | 25.977         |
| 1995–96   | Fiorentina thắng chung cuộc 3–0.                          |                |                |                                  |                |
| 1996–97   | Vicenza                                                   | 0–1            | Napoli         | San Paolo, Naples                | 65.932         |
| 1996–97   | Vicenza                                                   | 3–0            | Napoli         | Romeo Menti, Vicenza             | 19.144         |
| 1996–97   | Vicenza thắng chung cuộc 3–1.                             |                |                |                                  |                |
| 1997–98   | Lazio                                                     | 0–1            | AC Milan       | San Siro, Milan                  | 63.564         |
| 1997–98   | Lazio                                                     | 3–1            | AC Milan       | Olimpico, Roma                   | 64.189         |
| 1997–98   | Lazio thắng chung cuộc 3–2.                               |                |                |                                  |                |
| 1998–99   | Parma                                                     | 1–1            | Fiorentina     | Ennio Tardini, Parma             | 21.038         |
| 1998–99   | Parma                                                     | 2–2            | Fiorentina     | Artemio Franchi, Florence        | 39.070         |
| 1998–99   | Tổng tỷ số 3–3; Parma thắng nhờ bàn thắng trên sân khách. |                |                |                                  |                |
| 1999–2000 | Lazio ‡                                                   | 2–1            | Inter Milan    | Olimpico, Roma                   | 35.000         |
| 1999–2000 | Lazio ‡                                                   | 0–0            | Inter Milan    | San Siro, Milan                  | 53.406         |
| 1999–2000 | Lazio thắng chung cuộc 2–1.                               |                |                |                                  |                |
| 2000–01   | Fiorentina                                                | 1–0            | Parma          | Ennio Tardini, Parma             | 17.685         |
| 2000–01   | Fiorentina                                                | 1–1            | Parma          | Artemio Franchi, Florence        | 37.664         |
| 2000–01   | Fiorentina thắng chung cuộc 2–1.                          |                |                |                                  |                |
| 2001–02   | Parma                                                     | 1–2            | Juventus       | Alpi, Turin                      | 35.874         |
| 2001–02   | Parma                                                     | 1–0            | Juventus       | Ennio Tardini, Parma             | 26.864         |
| 2001–02   | Tổng tỷ số 2–2; Parma thắng nhờ bàn thắng sân khách.      |                |                |                                  |                |
| 2002–03   | AC Milan                                                  | 4–1            | AS Roma        | Olimpico, Roma                   | 60.647         |
| 2002–03   | AC Milan                                                  | 2–2            | AS Roma        | San Siro, Milan                  | 70.061         |
| 2002–03   | Milan thắng chung cuộc 6–3.                               |                |                |                                  |                |
| 2003–04   | Lazio                                                     | 2–0            | Juventus       | Olimpico, Roma                   | 62.204         |
| 2003–04   | Lazio                                                     | 2–2            | Juventus       | Alpi, Turin                      | 38.849         |
| 2003–04   | Lazio thắng chung cuộc 4–2.                               |                |                |                                  |                |
| 2004–05   | Inter Milan                                               | 2–0            | AS Roma        | Olimpico, Roma                   | 73.437         |
| 2004–05   | Inter Milan                                               | 1–0            | AS Roma        | San Siro, Milan                  | 72.034         |
| 2004–05   | Inter Milan thắng chung cuộc 3–0.                         |                |                |                                  |                |
| 2005–06   | Inter Milan ‡                                             | 1–1            | AS Roma        | Olimpico, Roma                   | 64.000         |
| 2005–06   | Inter Milan ‡                                             | 3–1            | AS Roma        | San Siro, Milan                  | 59.000         |
| 2005–06   | Inter Milan thắng chung cuộc 4–2.                         |                |                |                                  |                |
| 2006–07   | AS Roma                                                   | 6–2            | Inter Milan    | Olimpico, Roma                   | 39.065         |
| 2006–07   | AS Roma                                                   | 1–2            | Inter Milan    | San Siro, Milan                  | 26.606         |
| 2006–07   | Roma thắng chung cuộc 7–4.                                |                |                |                                  |                |
| 2007–08   | AS Roma                                                   | 2–1            | Inter Milan    | Olimpico, Roma                   | 60.000         |
| 2008–09   | Lazio                                                     | 1–1 *          | Sampdoria      | Olimpico, Roma                   | 68.000         |
| 2009–10   | Inter Milan #                                             | 1–0            | AS Roma        | Olimpico, Roma                   | 50.000         |
| 2010–11   | Inter Milan                                               | 3–1            | Palermo        | Olimpico, Roma                   | 70.000         |
| 2011–12   | Napoli                                                    | 2–0            | Juventus       | Sân vận động Olimpico, Roma      | 70.000         |
| 2012–13   | Lazio                                                     | 1–0            | AS Roma        | Olimpico, Roma                   | 70.000         |
| 2013–14   | Napoli                                                    | 3–1            | Fiorentina     | Olimpico, Roma                   | 65.000         |
| 2014–15   | Juventus ‡                                                | 2–1            | Lazio          | Olimpico, Roma                   | 60.000         |
| 2015–16   | Juventus ‡                                                | 1–0            | AC Milan       | Olimpico, Roma                   | 72.698         |
| 2016–17   | Juventus ‡                                                | 2–0            | Lazio          | Olimpico, Roma                   | 66.341         |
| 2017–18   | Juventus ‡                                                | 4–0            | AC Milan       | Olimpico, Roma                   | 66.400         |
| 2018–19   | Lazio                                                     | 2–0            | Atalanta       | Olimpico, Roma                   | 57.059         |
| 2019–20   | Napoli                                                    | 0–0 *          | Juventus       | Olimpico, Roma                   | 0              |
| 2020–21   | Juventus                                                  | 2–1            | Atalanta       | Mapei, Reggio Emilia             | 4.300          |
| 2021–22   | Inter Milan                                               | 4–2            | Juventus       | Olimpico, Roma                   | 67.944         |
| 2022–23   | Inter Milan                                               | 2–1            | Fiorentina     | Olimpico, Roma                   | 68.500         |
| 2023–24   | Juventus                                                  | 1–0            | Atalanta       | Olimpico, Roma                   | 66.854         |
| 2024–25   | Bologna                                                   | 1–0            | AC Milan       | Olimpico, Roma                   |                |

## Thành tích của các đội

### Vô địch
| Câu lạc bộ     | Số lần vô địch | Năm vô địch                                                                              |
| -------------- | -------------- | ---------------------------------------------------------------------------------------- |
| Juventus       | 15             | 1938, 1942, 1959, 1960, 1965, 1979, 1983, 1990, 1995, 2015, 2016, 2017, 2018, 2021, 2024 |
| Roma           | 9              | 1964, 1969, 1980, 1981, 1984, 1986, 1991, 2007, 2008                                     |
| Internazionale | 9              | 1939, 1978, 1982, 2005, 2006, 2010, 2011, 2022, 2023                                     |
| Lazio          | 7              | 1958, 1998, 2000, 2004, 2009, 2013, 2019                                                 |
| Fiorentina     | 6              | 1940, 1961, 1966, 1975, 1996, 2001                                                       |
| Napoli         | 6              | 1962, 1976, 1987, 2012, 2014, 2020                                                       |
| Milan          | 5              | 1967, 1972, 1973, 1977, 2003                                                             |
| Torino         | 5              | 1936, 1943, 1968, 1971, 1993                                                             |
| Sampdoria      | 4              | 1985, 1988, 1989, 1994                                                                   |
| Bologna        | 3              | 1970, 1974, 2025                                                                         |
| Parma          | 3              | 1992, 1999, 2002                                                                         |
| Vicenza        | 1              | 1997                                                                                     |
| Atalanta       | 1              | 1963                                                                                     |
| Venezia        | 1              | 1941                                                                                     |
| Genoa          | 1              | 1937                                                                                     |
| Vado           | 1              | 1922                                                                                     |
| Tổng           | 77             |                                                                                          |

Chú thích: Năm 1922 các đội bóng tham dự giải chỉ là những đội bóng nhỏ và trung bình, các câu lạc bộ lớn hơn đã tự tổ chức một giải đấu riêng không thuộc hệ thống của FIGC.

### Lọt vào chung kết
| Câu lạc bộ     | Số lần vào chung kết | Năm |
| -------------- | -------------------- | --- |
| Juventus       | 22                   | 1938, 1942, 1959, 1960, 1965, 1973, 1979, 1983, 1990, 1992, 1995, 2002, 2004, 2012, 2015, 2016, 2017, 2018, 2020, 2021, 2022, 2024 |
| Roma           | 17                   | 1937, 1941, 1964, 1969, 1980, 1981, 1984, 1986, 1991, 1993, 2003, 2005, 2006, 2007, 2008, 2010, 2013                               |
| Internazionale | 15                   | 1939, 1959, 1965, 1977, 1978, 1982, 2000, 2005, 2006, 2007, 2008, 2010, 2011, 2022, 2023                                           |
| Milan          | 15                   | 1942, 1967, 1968, 1971, 1972, 1973, 1975, 1977, 1985, 1990, 1998, 2003, 2016, 2018, 2025                                           |
| Torino         | 13                   | 1936, 1938, 1943, 1963, 1964, 1968, 1970, 1971, 1980, 1981, 1982, 1988, 1993                                                       |
| Fiorentina     | 11                   | 1940, 1958, 1960, 1961, 1966, 1975, 1996, 1999, 2001, 2014, 2023                                                                   |
| Lazio          | 10                   | 1958, 1961, 1998, 2000, 2004, 2009, 2013, 2015, 2017, 2019                                                                         |
| Napoli         | 10                   | 1962, 1972, 1976, 1978, 1987, 1989, 1997, 2012, 2014, 2020                                                                         |
| Sampdoria      | 7                    | 1985, 1986, 1988, 1989, 1991, 1994, 2009                                                                                           |
| Atalanta       | 6                    | 1963, 1987, 1996, 2019, 2021, 2024                                                                                                 |
| Parma          | 5                    | 1992, 1995, 1999, 2001, 2002 |
| Bologna        | 3                    | 1970, 1974, 2025 |
| Palermo        | 3                    | 1974, 1979, 2011 |
| Hellas Verona  | 3                    | 1976, 1983, 1984 |
| Genoa          | 2                    | 1937, 1940 |
| Venezia        | 2                    | 1941, 1943 |
| Udinese        | 1                    | 1922 |
| Vado           | 1                    | 1922 |
| Alessandria    | 1                    | 1936 |
| Novara         | 1                    | 1939 |
| SPAL           | 1                    | 1962 |
| Catanzaro      | 1                    | 1966 |
| Padova         | 1                    | 1967 |
| Cagliari       | 1                    | 1969 |
| Ancona         | 1                    | 1994 |
| Vicenza        | 1                    | 1997 |
| Tổng           | 154                  | |

Ghi chú: từ năm 1968 tới năm 1971, FIGC tổ chức vòng chung kết thay vì các trận bán kết và chung kết. Chỉ đội đứng thứ nhất và thứ hai của vòng chung kết mới được tính là đá chung kết.